# Gnadenwald
Gnadenwald is een gemeente in het district Innsbruck Land van de Oostenrijkse deelstaat Tirol.
Gnadenwald ligt ten oosten van Innsbruck, tussen Hall in Tirol en Schwaz, op het noordelijk Inndalterras aan de voet van de bergtop Großer Bettelwurf. Het gemeentegebied omvat naast de hoofdkern Gnadenwald ook de kerkdorpen St. Martin en St. Michael en de andere gehuchten Außerwald, Innerwald, Brantach en Mairbach. De gemeente is met name een forensengemeente.